# Adolphus Cambridge, 1. Marquess of Cambridge

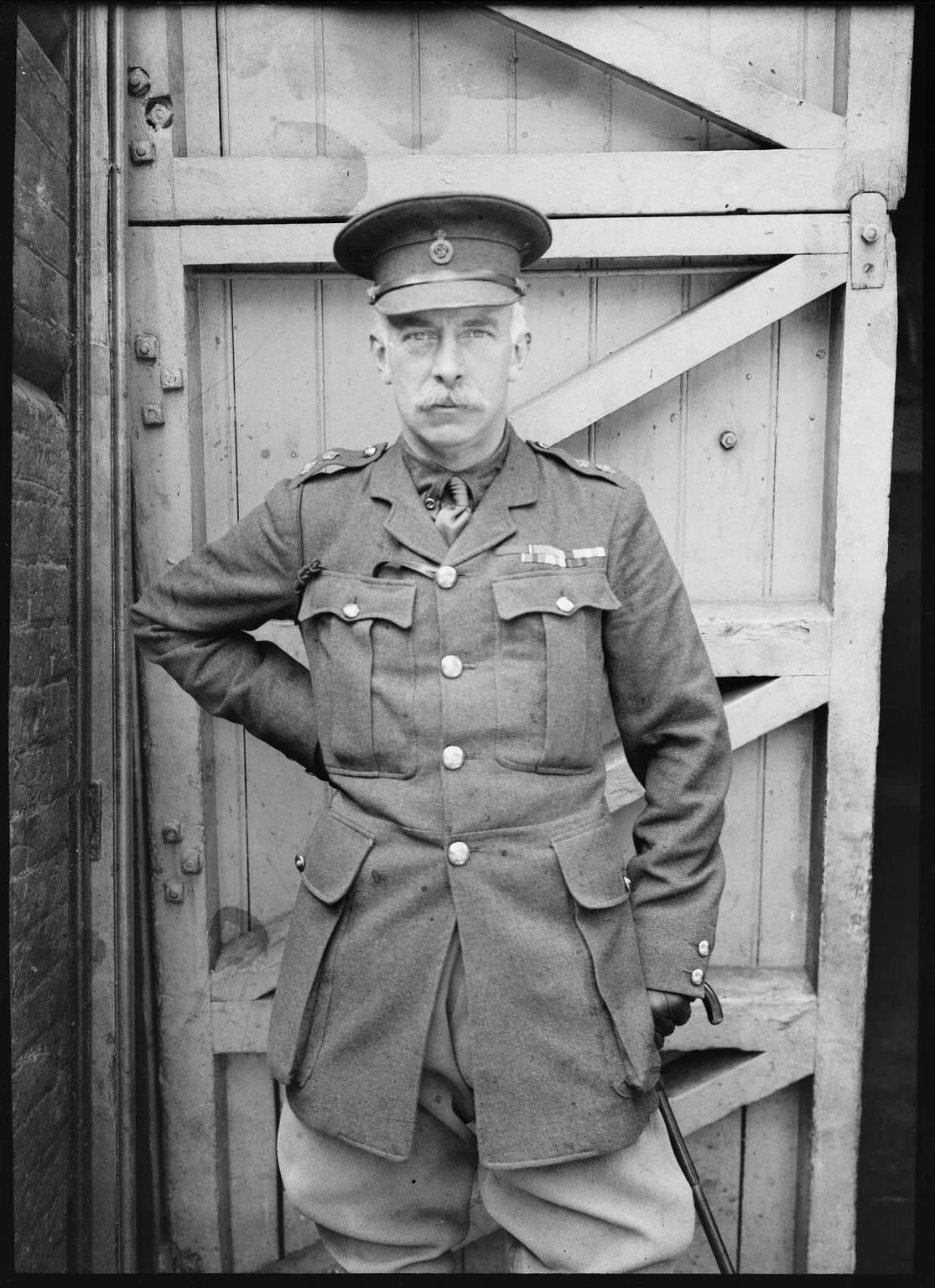
Adolphus Cambridge, 1. Marquess of Cambridge, um 1914

Adolphus Charles Alexander Albert Edward George Philip Louis Ladislaus Cambridge, 1. Marquess of Cambridge, GCB, GCVO, CMG (geborener von Teck, * 13. August 1868 im Kensington Palace in London; † 24. Oktober 1927 in Shotton Hall, Shrewsbury) war ein deutsch-britischer Adliger. Er war der letzte Herzog von Teck im Königreich Württemberg, ein Mitglied der britischen Königsfamilie und Bruder von Königin Mary.

## Herkunft

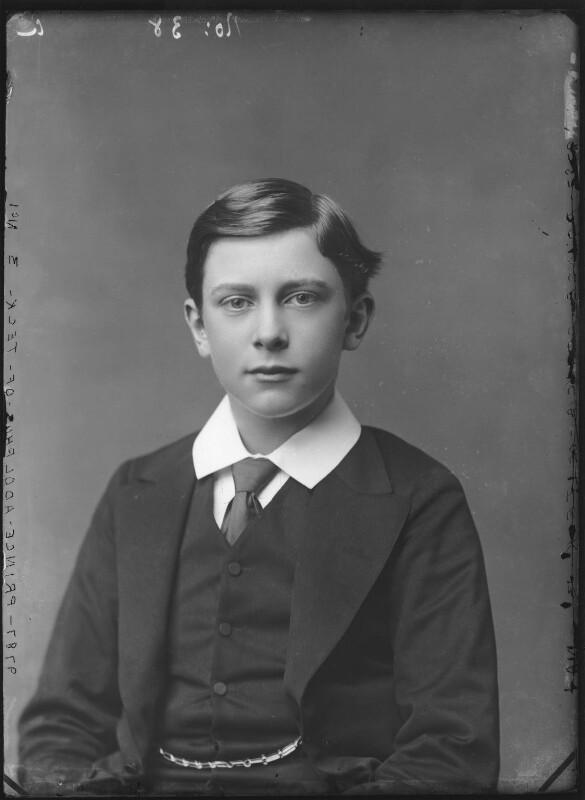
Adolphus Cambridge, 1. Marquess of Cambridge, 1884

Adolphus war der älteste Sohn und Erbe des deutschen Herzogs Franz von Teck (1837–1900) und seiner Ehefrau Prinzessin Mary Adelaide von Großbritannien, Irland und Hannover (1833–1897), jüngste Tochter des Prinzen Adolphus Frederick, 1. Duke of Cambridge, und der Prinzessin Auguste von Hessen. Die Großeltern väterlicherseits waren Prinz Alexander von Württemberg und Claudine Rhédey von Kis-Rhéde, spätere Gräfin von Hohenstein. Dolly, wie er innerhalb der Familie gerufen wurde, wuchs im Kensington Palace und im Landhaus White Lodge in Richmond Park auf, mit seinen Geschwistern:
- Prinzessin Maria (Mary) von Teck (1867–1953), ⚭ 1893 König Georg V. von Großbritannien und Irland, Kaiser von Indien;
- Prinz Francis (Franz) von Teck (1870–1910);
- Prinz Alexander von Teck, später „Alexander Cambridge, 1. Earl of Athlone“ (1874–1957), ⚭ 1904 Prinzessin Alice von Großbritannien und Irland, Tochter von Prinz Leopold, Duke of Albany, und Enkelin von Königin Victoria.

## Ausbildung und Militärkarriere

Stehend von links nach rechts: Alexander, Maria (spätere Königin Mary), Adolphus und Francis; sitzend: Herzog Franz und seine Gemahlin Mary Adelaide

Prinz Adolphus studierte am Wellington College in Berkshire, bevor er an der Royal Military Academy Sandhurst eine militärische Ausbildung bekam. Als 19-Jähriger wurde er Second Lieutenant bei den 17th Lancers (Duke of Cambridge’s Own), einem Regiment seines Onkels, dem Oberbefehlshaber der britischen Armee George, 2. Duke of Cambridge. 1893 wurde er zum Lieutenant befördert und 1895 wechselte er als Captain zu den 1st Life Guards. Mit dieser Einheit nahm er 1899 und 1900 am Zweiten Burenkrieg teil und wurde im November 1900 zum Brevet-Major befördert. Zwischen 1904 und 1910 diente er als britischer Militärattaché in Wien. 1906 wurde er zum Major und 1910 zum Brevet-Lieutenant-Colonel befördert. Mit dem Ausbruch des Ersten Weltkriegs, kehrte er in den aktiven Dienst zurück, wurde 1914 zum Lieutenant-Colonel befördert und diente in der britischen Admiralität und später in der British Expeditionary Force in Frankreich. Am 27. Dezember 1915 wurde er in den temporären Rang eines Brigadier-General erhoben. Wegen schlechter Gesundheit wurde er im Juli 1916 unter Halbsold vom Dienst freigestellt und 1919 aus dem Armeedienst entlassen.

## Herzog von Teck und Marquess of Cambridge
Beim Tod seines Vaters, Herzog Franz, am 21. Januar 1900 wurde Prinz Adolphus Herzog von Teck im Königreich Württemberg. Am 9. Juni 1911 wurde ihm von seinem Schwager, König Georg V. das Prädikat Hoheit (His Highness) verliehen.

1917 wurde aufgrund antideutscher Gefühle, die während des Ersten Weltkriegs in Großbritannien vorherrschten, der Name des britischen Königshauses in Windsor umgeändert. Der König verzichtete auf all seine deutschen Titel, ebenso die Mitglieder der königlichen Familie sowie vielfach auch sonstige Familien, Institutionen, Städte und Gemeinden im ganzen British Commonwealth mit Namen deutscher Herkunft (insbesondere in Kanada und Australien). Im Zuge dessen verzichtete auch Herzog Adolphus am 14. Juli 1917 auf seine deutschen Titel und die Anrede Hoheit und nahm den Familiennamen Cambridge an (Ableitung von seinem Großvater Adolphus Frederick, 1. Duke of Cambridge). Am 16. Juli 1917 verlieh ihm König Georg V. die erblichen britischen Adelstitel Marquess of Cambridge, Earl of Eltham und Viscount Northallerton. 

Offizielles Hochzeitsbild: stehend: Lady Beatrice Butler, Lady Constance Grosvenor und Prinz Adolphus; sitzend: Lady Mary Grosvenor, Miss Millicent Grosvenor und Lady Margaret Evelyn; Lady Helen Grosvenor und Lilah Cavendish

## Ehe und Nachkommen
Am 12. Dezember 1894 heiratete Prinz Adolphus in Eaton Hall, Cheshire, Lady Margaret Evelyn Grosvenor (1873–1929), Tochter von Hugh Grosvenor, 1. Duke of Westminster, und Lady Constance Leveson-Gower. Aus der gemeinsamen Verbindung gingen vier Kinder hervor:
- George Francis Hugh Cambridge, 2. Marquess of Cambridge (1895–1981) ⚭ 1923 Dorothy Westenra Hastings;
- Lady Victoria Constance Mary Cambridge (1897–1987) ⚭ 1923 Henry Somerset, 10. Duke of Beaufort;
- Lady Helena Frances Augusta Cambridge (1899–1969) ⚭ 1919 Colonel John Evelyn Gibbs;
- Lord Frederick Charles Edward Cambridge (1907–1940), gefallen in Belgien.

Zur weiteren Verwandtschaft siehe Teck/Cambridge-Familie.

## Titel und Prädikat
- His Serene Highness Prince Adolphus of Teck (1868–1900)[5]
- His Serene Highness The Duke of Teck (1900–1911)[6]
- His Highness The Duke of Teck (1911–1917)[7]
- Sir Adolphus Cambridge (1917)[8]
- The Most Honourable Adolphus Cambridge, The Marquess of Cambridge (1917–1927)[8]

## Orden und Ehrenzeichen

Wappen des Adolphus Cambridge, 1. Marquess of Cambridge

- 1882 Großkreuz des Ordens der Württembergischen Krone[9]
- 1897 Knight Commander des Royal Victorian Order (KCVO)
- 1900 Knight Grand Cross des Royal Victorian Order (GCVO)
- 1902 Großkreuz des Ordens der Wendischen Krone (Mecklenburg)
- 1911 Knight Grand Cross des Order of the Bath (GCB)
- 1917 Companion des Order of St. Michael and St. George (CMG)
- Knight of Justice des Order of Saint John (KJStJ)
- Roter Adlerorden (Preußen)
- Orden der Eisernen Krone (Österreich)
- Großkreuz des Stern von Rumänien
- Croix de guerre (Frankreich)
- Kommandeur der Ehrenlegion (Frankreich)